# Oreophryne parkopanorum
Espèce
Oreophryne parkopanorum est une espèce d'amphibiens de la famille des Microhylidae.

## Répartition
Cette espèce est endémique de la province de Sandaun en Papouasie-Nouvelle-Guinée. Elle se rencontre entre 1 050 et 1 320 m d'altitude dans les monts Torricelli.

## Description
Les 3 mâles adultes observés lors de la description originale mesurent entre 17,5 mm et 17,7 mm et la femelle adulte observée lors de la description originale mesurent 20,1 mm.

## Étymologie
Cette espèce est nommée en l'honneur des habitants du village Parkop.

## Publication originale
- Kraus, 2013 : Three new species of Oreophryne (Anura, Microhylidae) from Papua New Guinea. ZooKeys, no 333, p. 93–121 (texte intégral).